# جوزف اسنلینگ

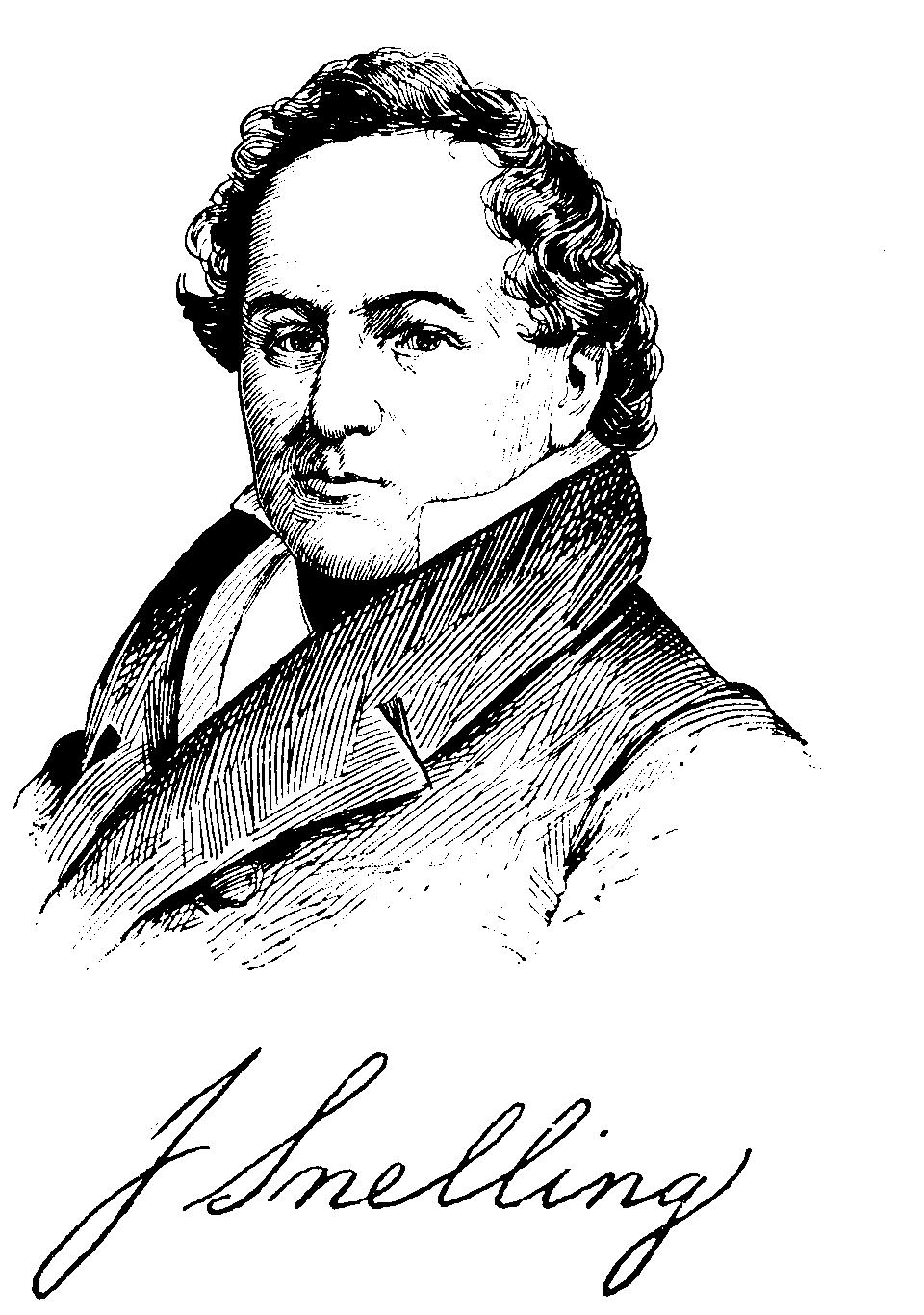
Josiah Snelling

جوزف اسنلینگ (۱۷۸۲-۲۰ آگوست ۱۸۲۸) اولین فرمانده قلعه اسنلینگ در محل کانفلونس رودهای مینه‌سوتا و میسیسیپی بود. او وظیفه طراحی اولیه و ساخت قلعه را بر عهده داشت. او ابتدا موظف به طراحی و ساخت قلعه اسنلینگ شده و پس از تکمیل فرماندهی قلعه را از ۱۸۲۰ تا ۱۸۲۷ بر عهده گرفت. او به بی طرفی و نیز سخت فرکی مشهور بود ولی در هنگام مستی کم طاقت بود. همسر دوم او٬ آبگیل هانت اسنلینگ٬ پذیرایی از بازدیدکنندگان از قلعه را نیز بر عهده گرفت. او همچنین مدرسه‌ای را برای آموزش کودکان قلعه در روزهای یکشنبه دایر نمود.
امروزه دو خیابان در ایالت مسنه‌سوتا در شهرهای سینت پل و مینیاپولیس به نام اسنلینگ نام‌گذاری شده‌اند.